# Йохан Кристоф фон Клам
Йохан Кристоф фон Клам (на немски: Johann Christoph Clam Graf von Clam; * 11 юли 1702, Клам или Линц; † 12 април 1778, Прага) е от 1759 г. граф от род Клам в Горна Австрия.

## Произход
Той е вторият син на фрайхер Йохан Леополд фон Клам († 1727) и съпругата му Мария Франциска фон Залбург, дъщеря на имперски граф Йохан Фердинанд фон Залбург († 1723) и Мария Елизабет фон Фюнфкирхен (1645 – 1682), дъщеря на фрайхер Йохан Зигизмунд фон Фюнфкирхен (1605 – 1650) и фрайин Анна Поликсена Елизабет фон Шерфенберг (1617 – 1658). Брат е на фрайхер Йозеф Фердинанд фон Клам (1700 – 1737).
Йохан Кристоф фон Клам е издигнат на граф през 1759 г.

## Фамилия
Йохан Кристоф фон Клам се жени на 15 септември 1746 г. в Прага за графиня Алойзия Маргарета (Маркета) Емеренция Колона фон Фьолз (* ок. 1714; † 4 юни 1782, Прага), дъщеря на граф Карл Самуел Леонхард Колона фон Фьолз (1674 – 1752) и графиня Йохана (Франциска) Беатрикс Елеонора фон Галас (1680 – 1716), внучка на прочутия фелдмаршал Матиас Галас (1588 – 1647). Те имат децата:
- Кристиан Филип фон Клам и Галас (* 29 април 1748, Прага; † 8 февруари 1805, Прага), женен на 10 септември 1770 г. във Виена за Мария Каролина Йозефа Шпорк (* 15 август 1752, Прага; † 18 септември 1799, Прага)
- Мари Терезия Кюнигл/Клам (* 16 декември 1753; † 3 август 1799), омъжена за граф Каспар Херман Кюнигл цу Еренбург фрайхер фон Варт (* 18 ноември 1745, Шлюселбург; † 28 април 1824, Прага)
- Карел Леополд фон Клам и Галас (* 1755), женен за Антония Скрбенски З Хрцистие (1757 – 1783)